# Mixaspis bambusicola
Mixaspis bambusicola är en insektsart som först beskrevs av Takahashi 1930.  Mixaspis bambusicola ingår i släktet Mixaspis och familjen pansarsköldlöss. Inga underarter finns listade i Catalogue of Life.